# لاري لي (لاعب كرة قدم أمريكية)
لاري لي (بالإنجليزية: Larry Lee)‏ هو لاعب كرة قدم أمريكية أمريكي، ولد في 10 سبتمبر 1959 في دايتون في الولايات المتحدة.

## وصلات خارجية
- لاري لي على موقع مرجع كرة القدم المحترفة.كوم (الإنجليزية)